# سیدونیا (مریخ)

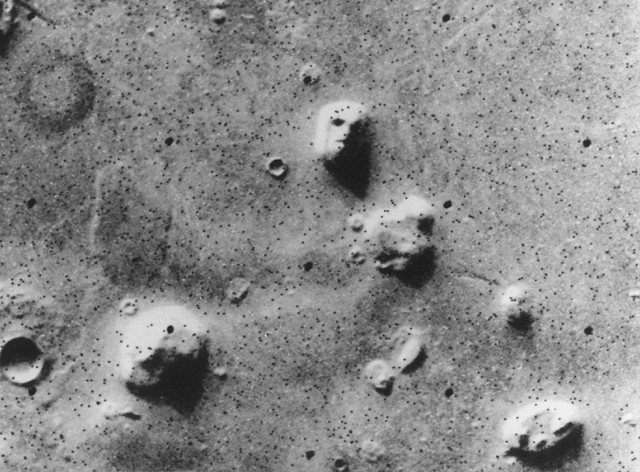
نگاره‌ای از بخشی از منطقه سیدونیا که توسط مدارگرد وایکینگ ۱ گرفته شده و در تاریخ ۲۵ ژوئیه ۱۹۷۶ از سوی ناسا منتشر شد. پدیده معروف به «چهره بهرام» در بخش بالای تصویر به‌چشم می‌خورد.

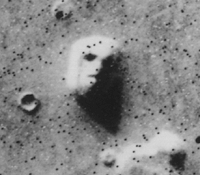
«چهره بهرام». نقطه‌چین‌های کوچک سیاه بر روی تصویر به خاطر خطای انتقال داده به‌وجود آمده‌اند.

سیدونیا (Cydonia) منطقه‌ای است بر روی کره بهرام (مریخ).
نام سیدونیا در آغاز برای نامیدن یک عارضه بازتابی که با تلسکوپ‌های زمینی دیده می‌شد به‌کار می‌رفت.
امروزه این نام به سه منطقه در بهرام اشاره دارد: کوه‌میزهٔ سیدونیا (ناحیه‌ای با عوارض کوه‌مانند سرتخت)، ماهوره سیدونیا (منطقه‌ای با تپه‌ماهورهای گوناگون)، و مازک سیدونیا (مجموعه‌ای از دره‌های متقاطع).
نام سیدونیا از نام یک دولت‌شهر باستانی در جزیره کرت یونان گرفته شده‌است.
گروهی از تپه‌های سیدونیایی به این خاطر که از زاویه‌هایی با نورپردازی مشخصی شکل چهره انسانی را به خود می‌گیرند توجه بسیاری را به خود جلب کرده‌اند.
سیدونیا در نیم‌کرهٔ شمالی بهرام و در میان مناطق پر از دهانه در جنوب و دشت‌های صاف در شمال قرار گرفته‌است.
برخی از سیاره‌شناسان بر این باورند که دشت‌های شمالی احتمالاً در قدیم بستر اقیانوس بوده‌اند و سیدونا ساحل این اقیانوس بوده‌است.